# Anii 490 î.Hr.
(Secolul al VI-lea î.Hr. - Secolul al V-lea î.Hr. - Secolul al IV-lea î.Hr. - alte secole)

## Decenii
| Anii 490 î.Hr. | Anii 480 î.Hr. | Anii 470 î.Hr. | Anii 460 î.Hr. | Anii 450 î.Hr. | Anii 440 î.Hr. | Anii 430 î.Hr. | Anii 420 î.Hr. | Anii 410 î.Hr. | Anii 400 î.Hr. |

Ani: 499 î.Hr., 498 î.Hr., 497 î.Hr., 496 î.Hr., 495 î.Hr., 494 î.Hr., 493 î.Hr., 492 î.Hr., 491 î.Hr. și 490 î.Hr.

## Evenimente

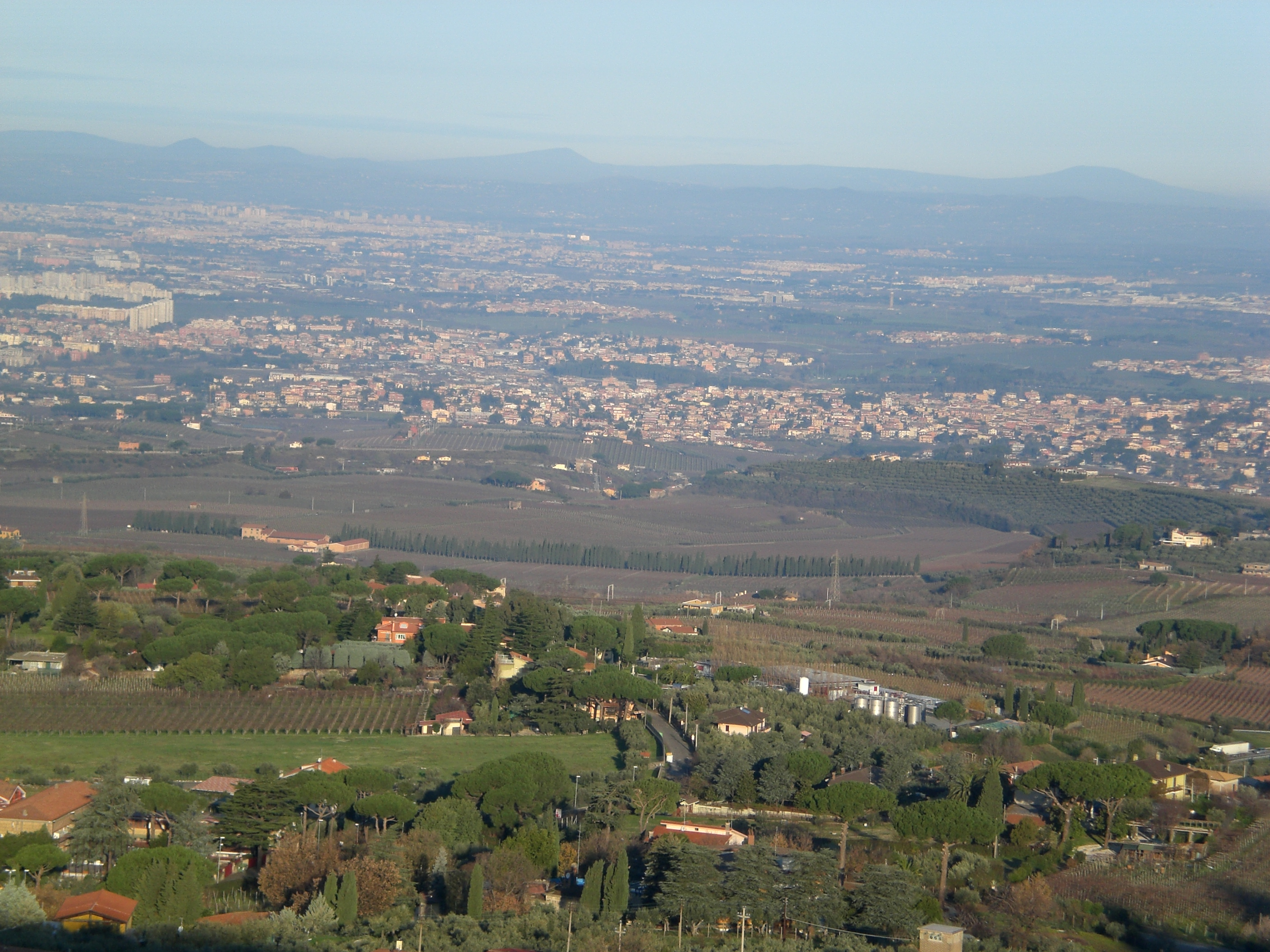
Prataporci, Monteporzio, Italia. Locul unde s-a dat Bătălia de lângă lacul Regillus

- 496 î.Hr. - Bătălia de lângă lacul Regillus (Italia). Aulus Postumius Albus Regillensis îi înfrânge pe Latini, care erau conduși de Tarquinius Superbus.
- 495 î.Hr. - Bătălia de la Aricia. Consulul Publius Servilius Priscus îi înfrânge pe Aurunci.
- 490 î.Hr. - Bătălia de la Marathon (Grecia). Atenienii conduși de Miltiades au înfrânt armata persană trimisă de Darius I.

## Nașteri
- 496 î.Hr. - Sofocle, poet tragic grec (d. 406 î.Hr.)
- 495 î.Hr. - Pericle, general, orator și om de stat atenian (d. 429 î.Hr.)
- cca. 490 î.Hr. - Phidias, sculptor grec (d. 430 î.Hr.)

## Decese
- 498 î.Hr. - Amyntas I, rege al Macedoniei (n. 540 î.Hr.)
- 495 î.Hr. - Pitagora, 84 ani, filosof și matematician grec (n. 580 î.Hr.)
- 491 î.Hr. - Hippocrate, tiran în Gela (Sicilia), (n. ?)
- 490 î.Hr. - Callimachos, polemarh⁠ al Atenei antice, căzut în luptă în timpul Bătăliei de la Maraton